# Alysia nemiza
Alysia nemiza är en stekelart som beskrevs av Sergey A. Belokobylskij 1998. Alysia nemiza ingår i släktet Alysia och familjen bracksteklar. Inga underarter finns listade i Catalogue of Life.